# Джаччано-кон-Барукелла
Джаччано-кон-Барукелла (итал. Giacciano con Baruchella) — коммуна в Италии, располагается в провинции Ровиго области Венеция.
Население составляет 2255 человек, плотность населения составляет 125 чел./км². Занимает площадь 18 км². Почтовый индекс — 45020. Телефонный код — 0425.
Покровителем коммуны почитается святой Пётр, празднование 29 апреля.